# Église Saint-Michel de Košice
Vous lisez un « bon article » labellisé en 2012.
Pour les articles homonymes, voir Saint-Michel.
L'église Saint-Michel (slovaque : Kostol svätého Michala), souvent encore appelée chapelle Saint-Michel (Kaplnka svätého Michala), est une église gothique composée d'une seule nef, située au centre de la ville de Košice en Slovaquie. L’édifice fut construit durant la seconde moitié du XIVe siècle et est situé juste à côté de la cathédrale Sainte-Élisabeth dont il était la chapelle funéraire. Celle-ci fut longtemps entourée d'un cimetière, qui fut remplacé par un parc après son démantèlement en 1771. De ce passé, la chapelle a conservé sa consécration à saint Michel et un ossuaire. Elle a également fait l'objet de plusieurs modifications et rénovations, dont les plus importantes, entraînant une modification du plan, eurent lieu au XVe siècle et au début du XXe siècle. La chapelle reçut le titre d'église en 2006, après une dernière rénovation.
Le complexe formant le cœur de la cité de Košice et comprenant la cathédrale Sainte-Élisabeth, l'église Saint-Michel et la tour Urban a été déclaré « monument culturel national » en 1970.

## Localisation
L'église se situe dans l'Est de la Slovaquie, dans la ville de Košice, et plus précisément dans le quartier de la Vieille Ville (slovaque : Staré mesto), juste au sud de la cathédrale Sainte-Élisabeth qui constitue le centre de la cité au croisement des rues Hlavná, Alžbetiná et Mlynská. La rue Hlavná ou « rue principale » y prend une forme oblongue, par un élargissement au milieu duquel on trouve trois bâtiments en plus de la chapelle Saint-Michel : la cathédrale, la tour Urban et le théâtre d'État.

## Dimensions
Par rapport à la cathédrale voisine, qui est d'une superficie de 1 200 m2 et peut accueillir 5 000 personnes, l'édifice a des dimensions modestes. L'espace intérieur ne dépasse pas 16 × 9 m. La hauteur sous voûte est de 12 m. L'église peut accueillir un maximum de 100 personnes.

## Historique

### Construction

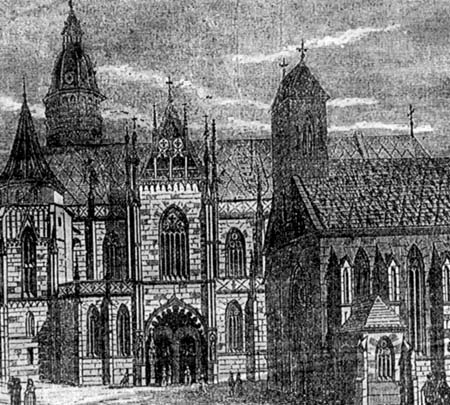
À droite, la chapelle Saint-Michel avant la restauration de 1902–1904

La construction de la chapelle est liée à celle de la cathédrale Sainte-Élisabeth qu'elle jouxte. En 1380, un incendie détruisit partiellement l'église Sainte-Élisabeth, de style roman, qui précédait la cathédrale actuelle, et ce fut l'occasion de lancer la construction d'une église qui pourrait refléter la prospérité de Košice au Moyen Âge. En parallèle, on entreprit de construire durant la seconde moitié du XIVe siècle une chapelle funéraire pour la future cathédrale Sainte-Élisabeth, dans laquelle on célébrerait les enterrements et les offices de prières pour le repos de l'âme des morts, et dans laquelle on déposa des dépouilles dans un ossarium au sous-sol. À cette époque, le cimetière de la ville, qui était en activité depuis déjà au moins 70 ans, se situait au cœur de la cité, au sud de l'église paroissiale, et la chapelle fut bâtie en son centre. La localisation et la fonction de la chapelle expliquent que celle-ci fut dédiée à l'archange Michel, qui dans la croyance du Moyen Âge est chargé de peser les âmes des défunts lors du Jugement dernier.
Selon les architectes du début du XXe siècle comme Václav Mencl, l'influence du roi Charles Robert d'Anjou et de son fils Louis Ier est marquée par des traces des styles architecturaux français, napolitain et silésien de l'époque. Vers 1440, l'église Sainte-Élisabeth était prête pour la création des ogives, et il fut alors nécessaire de démanteler l'ancienne église. L'église paroissiale se vit donc transférée temporairement dans la chapelle construite en parallèle, mais déjà terminée vers l'an 1400.

### Première modification
De profondes modifications furent apportées à la chapelle au XVe siècle. György Szátmary, originaire de Košice et futur archevêque d'Esztergom, fit donation à la ville d'une somme importante pour l'église paroissiale, l'actuelle cathédrale Sainte-Élisabeth, et pour la chapelle Saint-Michel. À cette période, sur la façade nord de la chapelle, on bâtit une autre nef, dont la superficie était presque aussi grande que la chapelle elle-même. Les deux nefs furent reliées par des arcades, et la petite sacristie d'origine, située sur la façade nord, fut détruite pour être remplacée par une autre sur la façade sud. Cette chapelle fut nommée chapelle de Szatmáry, du nom de son mécène.

### Église des minorités
Le début du XVIe siècle marqua la fin de la prospérité de la ville de Košice. Après la mort du roi Matthias, le royaume de Hongrie connut une guerre de succession, durant laquelle le régent de Pologne, Jean Ier Albert Jagellon assiégea la ville en 1491, et pour la première fois dans son histoire, Košice subit un bombardement. La chapelle Saint-Michel et la cathédrale furent durement touchées. En 1556, la ville fut victime d'un terrible incendie, qui endommagea non seulement la chapelle, mais aussi tout le sud et l'ouest de la ville. À partir de cette année également, la cathédrale passa aux mains des protestants, qui l'occupèrent jusqu'en 1604. Durant la période de prépondérance numérique des protestants à Košice, la chapelle fut le lieu de rassemblement des catholiques.
Au XVIIe siècle, la chapelle était connue sous le nom d'église Slovaque, car c'était l'unique lieu de la ville où le culte était célébré en langue slovaque. Après 1771, le cimetière fut abandonné pour laisser place à un parc.

### Restauration néogothique

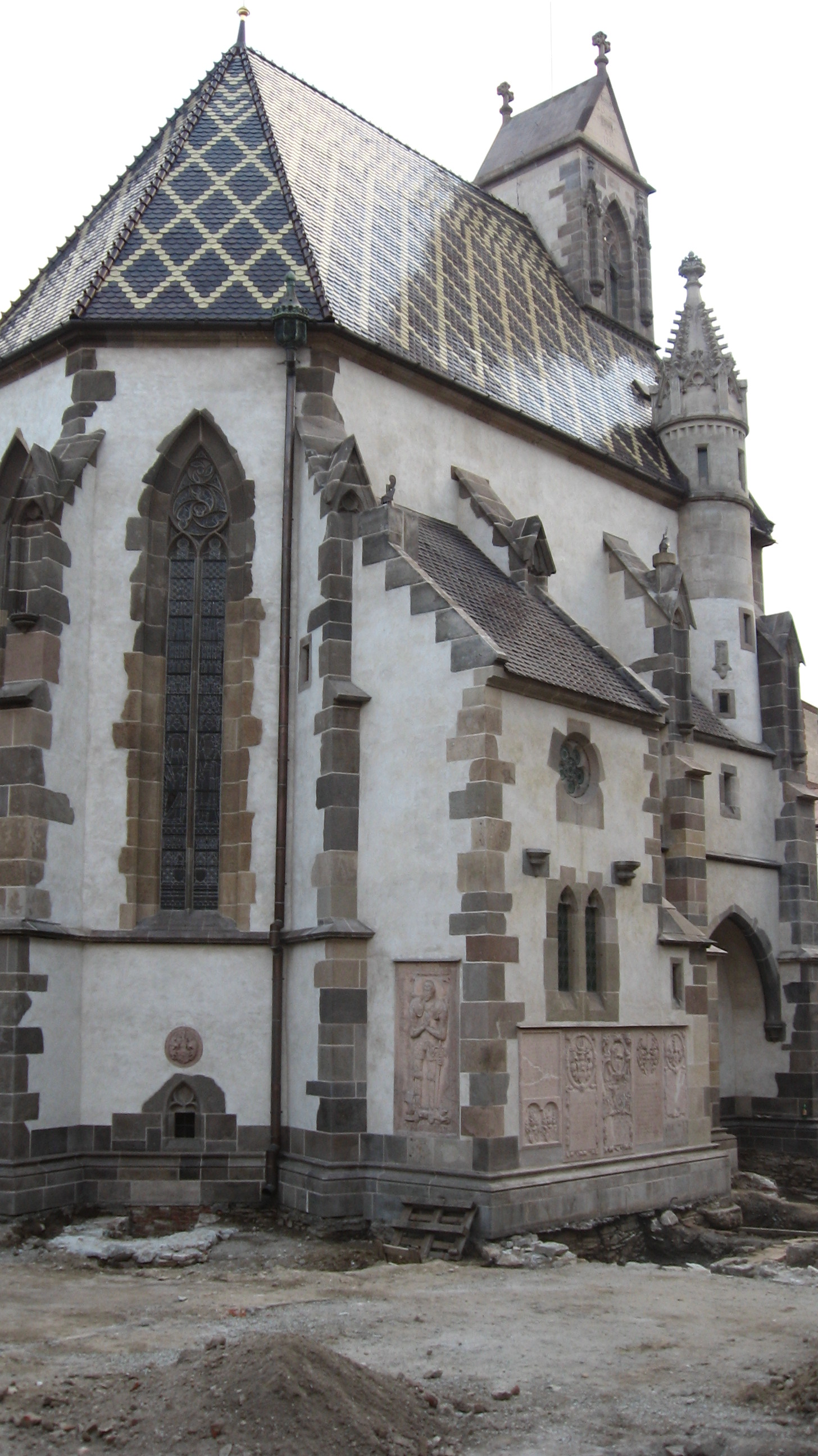
Façade nord avec sacristie en avant-plan durant les travaux de rénovation des abords de la chapelle en 2007

Le XIXe siècle vit un regain d'intérêt pour l'édifice par les spécialistes de l'époque et une série de rénovations partielles fut entreprise, comme celle de 1821 où furent réparées les tours et d'autres détails. Imre Henszlmann découvrit en 1864 dans la chapelle des fragments de fresques, qui furent par la suite recouverts.
La chapelle fut rénovée en 1902-1904 pour célébrer le centenaire du diocèse de Košice. Ces travaux intervinrent peu après la fin de la grande rénovation néogothique de la cathédrale, terminée en 1896. La même philosophie de retour aux sources gothiques et au plan d'origine anima les travaux effectués sur la chapelle et dirigés par Otto Sztehlo. Celui-ci fit détruire les constructions du XVe siècle, en particulier la chapelle Szátmary, et fit reconstruire une petite sacristie sur la façade nord, sur les fondations de celle qui existait avant la chapelle Szátmary et redécouverte grâce à la destruction de cette dernière. Il fit également détruire celle de la façade sud.

### Protection et dernière restauration
En 1970, l'édifice fut déclaré monument culturel national en même temps que la cathédrale Sainte-Élisabeth et la tour Urban située de l'autre côté de cette dernière. Après la Seconde Guerre mondiale et jusqu'en 1986, la chapelle n'était accessible au public qu'une fois par an, le jour de la Saint-Michel (29 septembre). Par la suite, la chapelle servit d’abri provisoire pour les tableaux du retable principal de la cathédrale Sainte-Élisabeth durant toute la rénovation du sanctuaire, et celle-ci fut complètement fermée au public. En 2002, alors que la chapelle était toujours en rénovation, le clocher fut touché par la foudre, et l'une des deux croix en pierre posées au sommet dut être remplacée par une copie. Après une rénovation de dix années terminée en 2006, la chapelle, qui reçut le titre d'église à cette époque, fut de nouveau ouverte au public. En 2012, cinq offices religieux par semaine sont célébrés dans l'église, trois en semaine et deux le dimanche dont l'un par la pastorale universitaire et l'autre en anglais.

## Description

### Extérieur

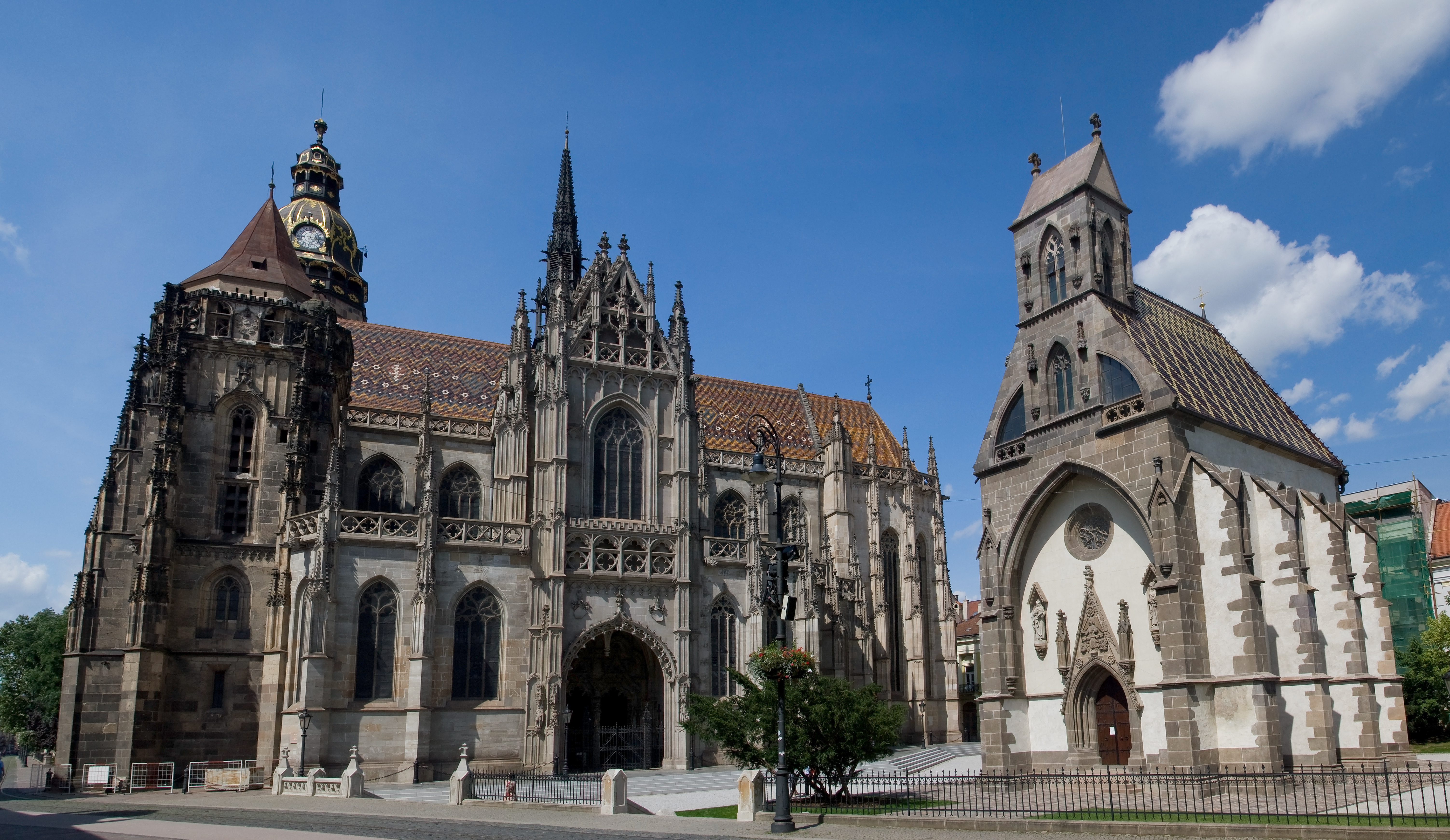
Vue extérieure de l'église, à côté de la cathédrale

L'entrée de l'édifice se situe sur la façade ouest. Celle-ci est surmontée d'un relief de l'archange saint Michel, patron de l'église, combattant le dragon, avec de chaque côté des représentations des archanges Raphaël et Gabriel. De chaque côté du relief, on peut observer deux statues de saint Pierre et saint Paul, ajoutées lors de la rénovation du début du XXe siècle, surmontées d'une rosace. Le tout est inscrit dans un arc soutenant un clocher rectangulaire, dont la toiture est perpendiculaire à l'axe de celle de l'édifice.
La façade sud est la plus simple : trois hautes fenêtres terminées par un arc brisé alternent avec des contreforts. À l'est, le chevet présente la même structure que la façade sud d'alternance de fenêtres et de contreforts sur trois facettes entourant une abside polygonale. Sur la façade sud et le chevet, comme sur la façade nord, sont emmurées 17 pierres tombales de l'ancien cimetière. On trouve également de petites ouvertures près du sol, donnant sur l'ossuaire situé sous l'église.
La façade nord, orientée vers la cathédrale, fut reconstruite après la destruction en 1903 de la chapelle de Szátmary, contrairement aux façades sud et est, et ne possède pas de larges ouvertures. Entre deux contreforts, une sacristie se détache, réplique de celle présente à la construction initiale. Trois contreforts supportent deux arcs, sur lesquels est construit un petit couloir menant à une petite tour ronde, elle-même reposant sur l'un des arcs et dans laquelle un étroit escalier en colimaçon conduit aux combles et au clocher rectangulaire.

### Intérieur

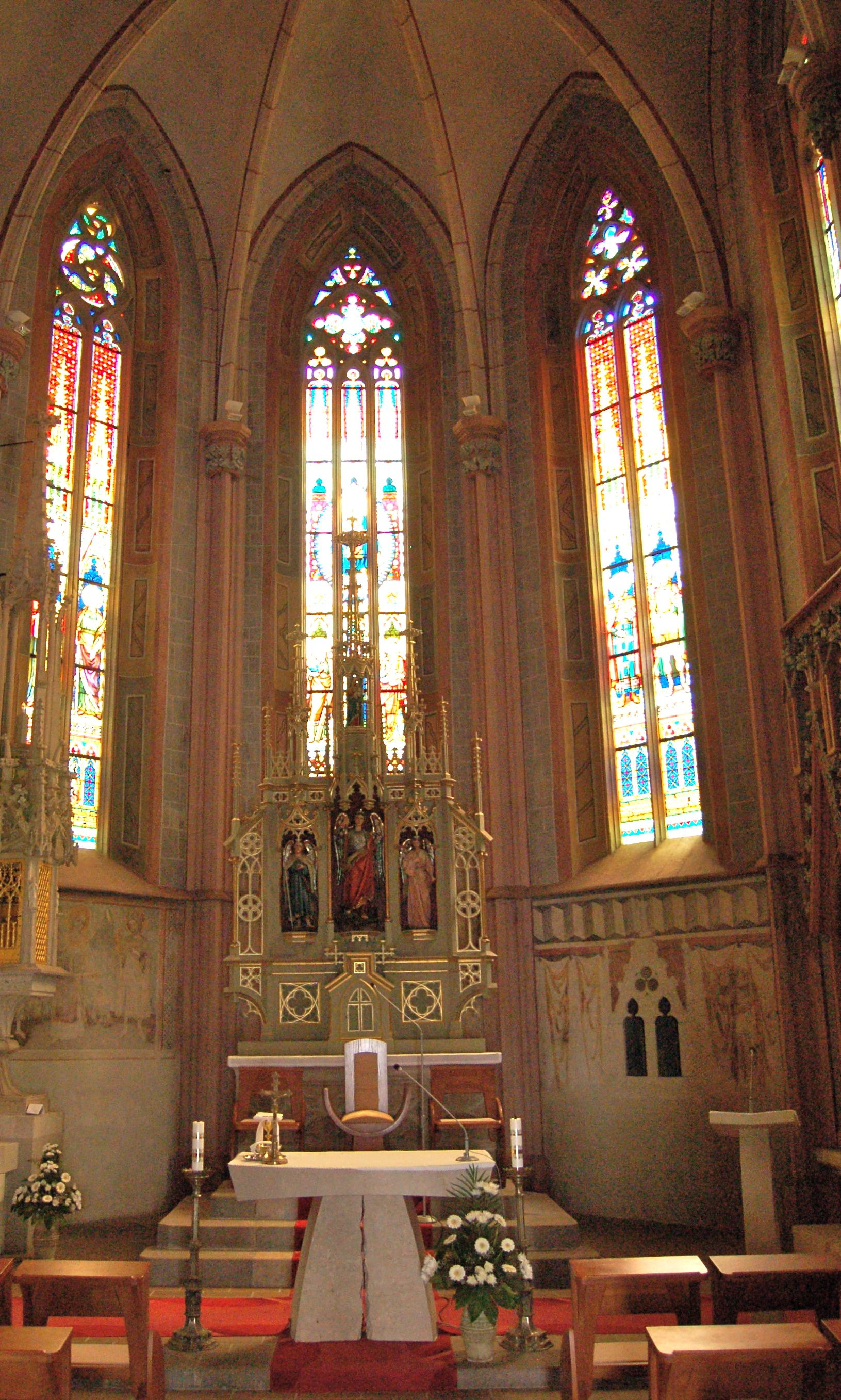
Vue sur le chœur de l'église

L'intérieur n'est composé que d'une nef, avec au-dessus de l'entrée un jubé supporté par deux colonnes aux chapiteaux richement ornés et, en face, le chœur. Sur le haut du mur nord, à gauche du chœur, sont présentes les traces des peintures médiévales qui ornaient la chapelle, et plus bas une réplique inexacte d'une de ces peintures datant du XIXe siècle. Sur ce même mur se situe l'accès à la sacristie, surmonté de la plus ancienne représentation des armoiries de Košice, taillée dans la rambarde de pierre de la tribune située au-dessus de la sacristie. Derrière l'autel se trouve un retable, avec au centre l'archange Michel et à ses côtés Gabriel et Raphaël, le tout surmonté d'une Vierge à l'Enfant. Entre ce retable et la porte de la sacristie, un tabernacle monumental en pierre taillée est posé sur un socle de pierre. Celui-ci s'élève sur plusieurs mètres, jusqu'au niveau des chapiteaux des colonnes supportant les arcs de l'édifice. Le mur sud a trois sedilia ornées de motifs floraux.
Les vitraux sont riches d'entrelacs décoratifs. Ils proviennent de différentes périodes du Moyen Âge, à l’exception des vitraux de la rosace, plus fragiles, qui ont été remplacés plus fréquemment.
Le sous-sol, accessible actuellement par une porte de la façade nord, sert d'ossarium. Celui-ci est construit en maçonnerie de pierre, et divisé en deux parties par un mur avec arcades en plein cintre aux piliers carrés. À la fin du XVIIIe siècle des enfeus furent créés, pour recevoir la dernière couche d'ossements d'environ 1,5 mètre déposée lors du démantèlement du cimetière.